# Arrêtez la belette
Pour plus de détails, voir Fiche technique et Distribution.
Arrêtez la belette (Weasel Stop) est un court métrage d'animation de la série Looney Tunes réalisé par Robert McKimson qui met en scène Charlie le coq. Le court métrage a été diffusé pour la première fois le 11 février 1956.

## Fiche technique
- Réalisation : Robert McKimson
- Scénario : Tedd Pierce
- Production : Warner Bros. Cartoons
- Musique originale : Milt Franklyn
- Montage : Treg Brown
- Format : 35 mm, ratio 1.37 :1, couleur Technicolor, mono
- Durée : 6 minutes
- Pays de production :  États-Unis
- Langue : anglais
- Genre : animation
- Distribution : 
  - 1956 : Warner Bros. Pictures cinéma
  - 2010 : Warner Home Video DVD
- Date de sortie : 
  - États-Unis : 11 février 1956

## Distribution
- Charlie le coq et la fouine
- VO par Mel Blanc (voix)